# サリム・エル・ジェバリ
サリム・エル・ジェバリ・エル・ハヌニ（Salim El Jebari El Hannouni、2004年2月5日 - ）は、スペイン・マドリード出身のサッカー選手。アトレティコ・マドリードB所属。ポジションはFW。

## クラブ経歴
モロッコ出身の両親の下、スペインのマドリードに生まれたため、モロッコとスペインの国籍を保有している。2018年にラージョ・バジェカーノからアトレティコ・マドリードのカンテラへ移籍し、2022-23シーズンにBチームで出場機会を掴み始めた。
2024年3月9日、プリメーラ・ディビシオンのカディスCF戦にて、後半33分にコケとの途中交代でトップチームデビューを果たしたが、試合には0-2で敗れた。

## 代表経歴
世代別代表では、2022年にU-18スペイン代表で4試合に出場した以外はモロッコを選択しており、2023年からはU-23モロッコ代表でプレーしている。